# Naby Camara
Naby Laye "Papa" Camara (ur. 1951 w Konakry, zm. 4 stycznia 2018 tamże) – gwinejski piłkarz i trener piłkarski.

## Kariera piłkarska

### Kariera klubowa
Występował w klubie Hafia FC.

### Kariera reprezentacyjna
W latach 1973–1987 bronił barw narodowej reprezentacji Gwinei. Grał w niej w Pucharze Narodów Afryki 1976 i Pucharze Narodów Afryki 1980. Rozegrał w niej 42 mecze i strzelił 6 goli.

## Kariera trenerska
Przez długi czas pomagał trenować, a w 1994 stał na czele narodowej reprezentacji Gwinei w rozgrywkach o Puchar Narodów Afryki 1994.